# Germaine Laborde
Germaine Laborde (Orano, 1906 – ...) è stata una modella francese, vincitrice del titolo di Miss Gascogne 1927 Miss Francia 1928.
È stata la quinta vincitrice del concorso, eletta Miss Francia a Parigi.